# Terminal Vila Nova Cachoeirinha
O Terminal Vila Nova Cachoeirinha, também conhecido apenas como Terminal Cachoeirinha, é um terminal de ônibus urbano da cidade de São Paulo localizado na Zona Norte da capital.
Inaugurado pelo prefeito Paulo Maluf em 30 de agosto de 1996, o Cachoeirinha foi a primeira estação de ônibus urbano do município a ser entregue pela SPTrans após a fundação da mesma ocorrida no ano anterior, bem como o primeiro terminal da cidade a ser inaugurado em 9 anos pela prefeitura (o último havia sido o Santo Amaro entregue em 1987 ainda na época da CMTC). O terminal foi entregue junto com o Corredor Inajar de Souza, sendo uma das várias obras viárias realizadas na gestão de Maluf pela capital. Originalmente entregue como um "Terminal de Transferência", a estação acabou abolindo o termo com o passar do tempo, embora algumas linhas até os dias atuais se refiram ao terminal como "T. T. V. N. Cachoeirinha" em seus letreiros nos ônibus.
Encontra-se instalado no cruzamento das avenidas Inajar de Souza e Itaberaba, bem no meio da divisa das regiões Noroeste (Área 1 - Verde claro) e Norte (Área 2 - Azul escuro), fazendo parte oficialmente da segunda. Além do bairro da Cachoeirinha, o terminal atende as localidades do Jardim Peri, Jardim Antártica, Jardim dos Francos, Damasceno, Vista Alegre, Peri Alto, Taipas e adjacências, fazendo conexões de linhas oriundas desses bairros a outras que ligam o terminal ao centro expandido da cidade, como Largo do Paiçandu e Terminal  Princesa Isabel (localizados na Área 9), bem como a Estação Santana do Metrô e região da Lauzane Paulista (localizadas na Área 2).
Em 2022, a estação integrou o Bloco Noroeste do plano de privatização dos terminais da SPTrans, sendo vencido pela SP Terminais Noroeste. Com isso, o local passou por reformas de melhoria, sendo reentregue à população em abril de 2025.

## Galeria

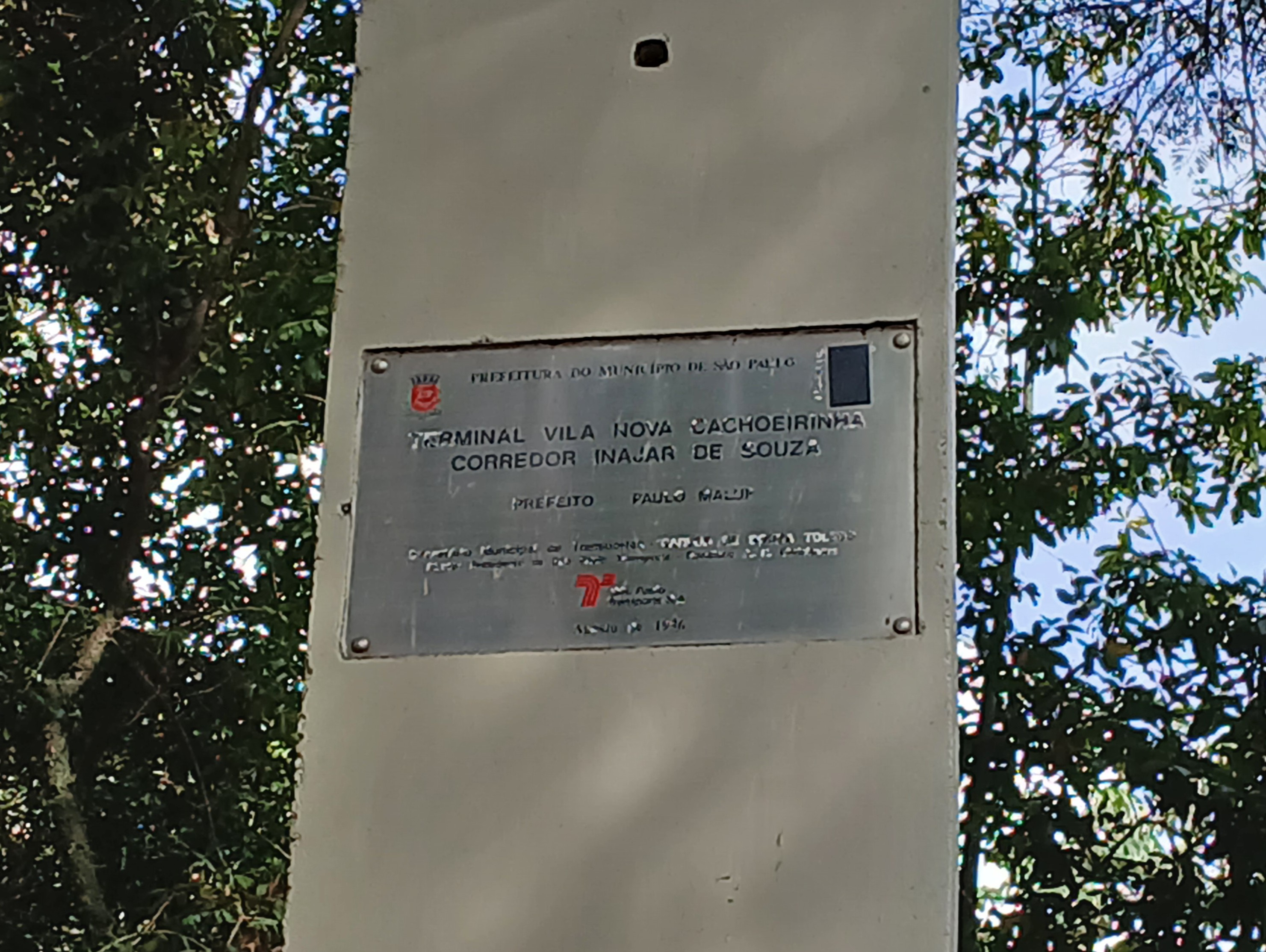
Placa de inauguração original do terminal e do Corredor Inajar de Souza localizada num totem próximo do posto de atendimento.